# Base Aérea do Montijo

Vista aérea da Base Aérea o Montijo

A Base Aérea N.º 6 (BA6) MHIH ou Base Aérea do Montijo – localizada no Montijo, junto ao rio Tejo – é uma base da Força Aérea Portuguesa vocacionada para as operações de patrulha marítima, luta antissubmarina e busca e salvamento. Nas suas instalações estão localizadas a Esquadrilha de Helicópteros da Marinha Portuguesa e o Centro de Treino de Sobrevivência da Força Aérea que são, no entanto, unidades independentes.

## História
- As instalações da Base começaram a ser construídas pela Marinha Portuguesa no princípio da Segunda Guerra Mundial com o objectivo de para aí ser transferido o Centro de Aviação Naval de Lisboa, até então instalado na Doca do Bom Sucesso. No entanto a base acabou por ser só inaugurada em 2 de janeiro de 1953, passando na altura a ser denominada Centro de Aviação Naval "Comandante Sacadura Cabral".
- Na sequência da incorporação da Aviação Naval na, recém criada, Força Aérea Portuguesa, a base é integrada neste ramo, a 12 de junho de 1954, como Base Aérea N.º 6.
- Para a luta antissubmarina operou a partir de 1956 a aeronave PV-2 Harpoon que foi substituída pelo P2V5 Neptuno, também, com missões de busca e salvamento e patrulhamento marítimo.
- Também pela base, passaram esquadras que operaram seguintes aeronaves: Douglas DC-6, Casa C-212-100 e Casa-212-300 AVIOCAR (aviões de transporte), Alouette III e Aerospatiale SA-330 Puma (helicópteros), Fiat G-91 (caça-bombardeiros) e P-3 Orion (patrulha marítima).

A 9 de Junho de 1999 foi feita Membro-Honorário da Ordem do Infante D. Henrique.

## Meios Aéreos atuais
Atualmente, na BA6 estacionam as seguintes esquadras de voo da Força Aérea:
- Esquadra 501 "Bisontes" - com a principal missão de transporte aéreo táctico e como secundária o transporte aéreo geral e busca e salvamento. Opera a avião Lockheed C-130 H / H-30 Hercules
- Esquadra 502 "Elefantes" - com principal missão executar operações de transporte aéreo táctico e missão secundária ministrar instrução complementar de pilotagem em aviões plurimotores, e instrução de navegação; executar operações de busca e salvamento; executar operações de transporte aéreo geral. Opera a aeronave CASA C-295.
- Esquadra 504 "Linces" - com a missão de transporte de altas entidades e secundariamente efectuar a calibração de ajudas-rádio. Opera as aeronaves Marcel-Dassault Falcon 50 e Marcel-Dassault Falcon 20
- Esquadra 751 "Pumas" - com a missão principal de efectuar busca e salvamento e como secundária efectuar transporte aéreo táctico e transporte aéreo geral. Operou, até Março de 2006, os helicópteros Aerospatiale SA-330 PUMA e, operacionalmente, desde Fevereiro de 2006 o Agusta-Westland EH-101 Merlin.

## Unidades independentes instaladas na BA6

### Centro de Treino de Sobrevivência da Força Aérea
Este Centro prepara o pessoal navegante para as técnicas de sobrevivência em terra e no mar, técnicas de fuga e evasão em território inimigo e treino de situações diversas, próximas da realidade, a que são sujeitos quando prisioneiros de guerra.
Também, prepara e treina as Equipas de Resgate em Combate (Rescom) com formação específica em diferentes áreas de combate, como desactivação de engenhos explosivos, socorrismo, técnicas de combate, comunicações, etc.
O resgate de pessoal abatido envolve diversos meios como aeronaves de ataque ao solo e helicópteros de transporte tático e equipas de resgate, normalmente constituídas por oito homens da Polícia Aérea.
Além disso, ainda prepara e ministra cursos de Guerra Nuclear, Química e Biológica (NBQ) e desactivação de engenhos explosivos.

### Esquadrilha de Helicópteros da Marinha
Desde a sua criação, em 1993, a Esquadrilha de Helicópteros da Marinha (EHM), encontra-se instalada na Base Aérea de Montijo. Nesta unidade estão incorporados os helicópteros Westland Lynx que operam a partir dos navios da Marinha Portuguesa.

## Futuro
Com a necessidade de construção de um novo aeroporto complementar de Lisboa, utilizando a infraestrutura militar do Montijo, a Força deslocalizará para o Aeródromo Militar de Tancos, as esquadras de transporte táctico militar - Esquadra 502 "Elefantes" e Esquadra 501 "Bisontes" - correspondentes ás aeronaves EADS CASA C-295 e Lockheed C-130 Hercules. Com esta mudança, a Força Aérea aproveitará para dotar a Base Aérea de Tancos de infraestruturas para a nova aeronave Embraer KC-390 , bem como para o apoio ao combate directo e indirecto a incêndios florestais. A Esquadra 751 "Pumas", dos Agusta-Westland EH-101 Merlin será transferida para Base Aérea de Sintra.
A Força Aérea deixará de sediar no Montijo as suas principais esquadras de transporte militar, busca e salvamento, e transporte de altas entidades/ emergência médica.